# Grušena
Grušena je naselje v Občini Kungota.